# Ancilla Betting
Maria Ancilla Betting OCist (* 17. September 1938 in Essen als Agnes Betting) ist Zisterzienserin und Altäbtissin der Zisterzienserinnenabtei Oberschönenfeld.

## Leben
Agnes Betting trat im Januar 1957 nach ihrer Ausbildung in Oberschönenfeld als Postulantin in die dortige Abtei der Zisterzienserinnen ein, wo sie den Ordensnamen Maria Ancilla annahm. Sie legte am 28. August 1958 ihre feierliche Profess ab. Mit 33 Jahren wurde sie bereits zur Priorin bestellt, von 1975 bis 1985 war sie Novizenmeisterin.
Am 28. September 1985 wurde sie als Nachfolgerin von M. Caritas Schmidberger zur 39. Äbtissin des Klosters gewählt. Am 9. November 1985 fand die Benediktion durch Generalabt Polikárp Zakar statt, der ihr die Pontifikalien übergab. Am 8. September 2008 legte sie ihr Amt nieder. Seit 2011 ist sie in der Abtei Marienkron in Österreich Priorin Administratorin ad nutum Abbatis Generalis. Ihr Heimatkloster ist weiterhin die Abtei Oberschönenfeld, wo im August 2018 auch die Diamantene Profess gefeiert wurde.

## Ehrungen und Auszeichnungen
- 2003: Verdienstkreuz am Bande des Verdienstordens der Bundesrepublik Deutschland